# Christian Rudolph Wilhelm Wiedemann
Christian Rudolph Wilhelm Wiedemann (Braunschweig, 7 de desembre de 1770 - Kiel, 31 de desembre de 1840) va ser un metge, historiador, escriptor, naturalista i entomòleg alemany. És més conegut pels seus estudis de l'ordre Diptera a nivell mundial, tot i que també va estudiar-ne d'altres, com Hymenoptera i Coleoptera.

## Biografia
El pare de Wiedemann, Conrad Eberhard Wiedemann (1722-1804) era distribuïdor d'art, i la seua mare, Dorothea Frederike Raspe (1741-1804) era la filla d'un comptador en el Servei Miner Real i també es va interessar per les arts.
Després de la seua educació en Braunschweig, es va matricular en 1790 a la Facultat de Medicina a la Universitat de Jena, sent un contemporani del poeta Friedrich von Hardenberg.
Mentre assistia a la universitat, va ser un dels molts alumnes de Johann Friedrich Blumenbach, i va viatjar a Saxònia i Bohèmia. Va obtenir el seu grau doctoral en 1792 amb una tesi titulada Dissertatio inauguralis sistens Vitia gennus humanum debilitantia.
Va ser llavors a Anglaterra per augmentar el seu coneixement de mineralogia.
En 1796 es va casar amb Luise Michaelis, la filla de Johann David Michaelis, un orientalista. Van criar dos fills del germà de Luise que es va morir en una epidèmia de còlera. La parella va tenir nou fills propis, encara que dos van morir sent infants.
Va ser designat dissertant en obstetrícia en el camp d'especialistes. A la fi del segle xvii, hi havia un moviment, basat en Brunswick, per establir a l'alemany com un idioma científic del qual era part. Llegia llatí, anglès, francès i italià, guanyant-se la vida com a traductor.
Va estudiar obstetrícia i història natural amb Georges Cuvier, entre d'altres zoòlegs.
El 1802 va ser, a més de les seues altres cites mèdiques, professor d'Obstetrícia a la Universitat d'Anatomia i Cirurgia i va ser nomenat Conseller Privat en la cort del Ducat de Brunsvic-Lüneburg.
El 1804 va contreure sífilis que tindria efectes seriosos anys més tard.
El 1805 va ser Professor de Medicina a Kiel (llavors en Dinamarca i part del Ducat de Holstein) amb el títol de Conseller de Justícia i més tard Conseller d'Estat. Eren els anys difícils per Dinamarca que havia estat del costat de França en les Guerres Napoleòniques contra Anglaterra (i els seus aliats) per conservar el seu imperi marítim. Els diners era un problema i Wiedemann va invertir els seus propis recursos per preparar una clínica de parts.
El 1811 va viatjar al sud d'Itàlia per la seua salut.
El 1814 Wiedemann va consagrar molt del seu temps a la taxonomia en entomologia i en una visita a Bonn en quedar-se amb la seua filla Emma que s'havia casat amb Karl Theodore Welcker.
El 1815 va viatjar a Stolberg per trobar-se amb Johann Wilhelm Meigen, en aquells dies era un entomòleg ben conegut a través del seu treball important en l'ordre Diptera. Wiedemann va canviar l'ocupació (a la Farmacologia) i tenia diverses posicions semihonoràries.
El treball més productiu de Wiedemann en els insectes va ser realitzat en la dècada de 1820. Però quan va assistir a una reunió científica a Hamburg el 1830 va comunicar que era pobre i tenia una rècua de fracassos.
Va tenir interés en la història natural, i el més important seguia sent l'entomologia però també l'agradava la mineralogia i la conquiliología. El 1827 les seues col·leccions van incloure 5000 minerals i 3500 espècies de dípters.
Va visitar Hamburg, Copenhaguen i Berlín durant aquests anys però no és fins ara que s'han conegut aquests viatges, durant els quals poden haver estat beneficiosos per als seus estudis entomològics.

## Els seus èxits
Wiedemann va publicar les primeres monografies sobre dípters exòtics (no europeus). Va ser el creador de la revisió transitòria Archiv für Zoologie und Zootomie 1800-1806 (cinc volums) 2.356 p. Berlín i Braunschweig i el Zoologisches Magazin (v. 1-2) 1817-1823. 749 pàg. Kiel i Altona.
Encara que va treballar principalment amb dípters, va publicar descripcions sobre els ordres Coleoptera i Hymenoptera. Va ser el successor de Johan Christian Fabricius com l'autor de descripcions de dípters exòtics no europeus. Meigen només va treballar amb espècies europees.
Les seues descripcions mostren els avanços clars, que superen les de Fabricius i molts dels seus contemporanis. Una diagnosi breu en llatí, una descripció detallada sobre el sexe dels espècimens en alemany, referències a la col·lecció en què l'espècimen pot ser trobat i el nom del col·leccionista.
En Braunschweig, centre important per l'entomologia de l'època, Wiedemann va treballar amb Johann Christian Ludwig Hellwig i Johann Karl Wilhelm Illiger que posen les noves normes per a les descripcions (la terminologia uniforme per a les estructures i colors) i per a la nomenclatura, sobretot amb respecte a l'anul·lació de sinònims per una apropiada investigació de la literatura. Va ser crític de Fabricius en aquest aspecte, tot i que va reconèixer que és un gran entomòleg.
En Aussereuropäische Zweiflügelige Insekten, va descriure 1000 noves espècies i va reescriure 500 velles (principalment de Fabricius). Aquest treball, suplementat per Meigen va continuar introduint nous gèneres. Va poder anar més enllà del que va fer amb gèneres exòtics. Va introduir en magnitud el que era la diversitat mundial de dípters, el que no estava clar en aquell temps.
Wiedemann, en els seus estudis de les espècies de Fabricius, va tenir la cura de considerar només espècimens de Fabricius identificats per les seues etiquetes, i de pròpia captura. Això és la base del concepte actual de espècimen tipus.
Els seus estudis són el més comprensibles possibles, estudiant les col·leccions de Wilhelm Von Winthem i Bernt Wilhelm Westermann i les col·leccions de Copenhaguen, Berlín, Frankfurt, Kiel, Leiden i Viena. També va estudiar les col·leccions de Thomas Say del Museu de Filadèlfia, no podent estudiar els espècimens de Carl von Linné i de Fabricius (tots dos a Londres), i visita París. El treball publicat de Wiedemann en l'entomologia era quasi completament descriptiu i notable per la seua exactitud.

## Obra
- Georges Cuvier, 1798 Tableau Élémentaire as Cüviers elemantarischer Entwurf der Naturgeschichte der Thiere, aus dem Französischen übersetz ind mit Anmmerkungen versehen von C.R.W. Wiedemann. Brunswick, 1800. Les parts entomològiques van ser traduïdes i revisades per Johann Karl Wilhelm Illiger. Traducció.
- Über Pariser Gebäranstalten und Geburtshelfer, den letzen Schamfugenschnitt und einige andere zu Paris beobachtete Geburtsfälle. Brunswick 1803. Medical.
- Unterricht für Hebammen. Brunswick, 1802. Medical - A Manual per a comares. Ed. dinamarquesa, Undervissung for Giordemødre publicado el 1805. Expandit, es publica com a Lesebuch für Hebammen, el 1814.
- Anweisung zur Rettung der Ertrunkenen, Ersticken, Ehrängten, vom Blitze Erschlagenen, Erfrornen und Vergiftaten; nach den neuesten Beobachtungen entworfen. Brunswick, 1796 (2ª ed. 1804). Tractament Mèdic de víctimes d'accidents.
- Amb Karl Gustav Himly and T. G. A. Roose- Über das Impfen der Kuhpocken für besorgte Mütter. Brunswick, 1800. Medical. Avís sobre la vacunació per a la varicel·la.
- J. Stuve Lehrbuch der Kenntniss des menschlichen Körpers und der Gesundheitslehren. Brunswick, 1805. Medical. 2ª ed. revisió del text estàndard.
- B. Harwood's System der vergleichenden Anatomie ud Physiologie. Aus dem Englischen übersetzt und mit Anmerkungen und Zusätzen versehen von C.R.W. Wiedemann. Berlín, 1790. Traducció.
- J. Méhée. Über die Schusswunden. Brunswick, 1801). Traducció.
- Antoine-François de Fourcroy System der chemischen Kenntnisse. 1801. Traducció.
- Handbuch der Anatomie English Manual d'Anatomia. 1796 (2ª ed. de 1802 i 1812)
- Übersicht der mineralogischen einfachen fossilien.1800
- Tabulae animalium invertebratorum. 1810
- Diptera exotica: sectio I. Kiliae: [s.n.], 1820
- Munus rectoris in Academia Christiana Albertina aditurus Analecta entomologica ex Museo Regio Havniensi... Kilisae: el regio typographeo scholarum, 1824
- Aussereuropäische Zweiflügelige Insekten. Hamm 1828-1830

## Abreviació zoològica
Wiedemann s'empra per a indicar a Christian Rudolph Wilhelm Wiedemann com a autoritat en la descripció i taxonomia en zoologia.